# Plutôt mort que rouge
 (signalé en juin 2025).
Si vous disposez d'ouvrages ou d'articles de référence ou si vous connaissez des sites web de qualité traitant du thème abordé ici, merci de compléter l'article en donnant les références utiles à sa vérifiabilité et en les liant à la section « Notes et références ».
- Archive Wikiwix
- Bing
- Cairn
- DuckDuckGo
- E. Universalis
- Gallica
- Google
- G. Books
- G. News
- G. Scholar
- Persée
- Qwant
- (zh) Baidu
- (ru) Yandex
- (wd) trouver des œuvres sur Wikidata

Le slogan politique « Plutôt mort que rouge » était d'abord utilisé dans la version allemande « Lieber tot als rot »  par Joseph Goebbels à la fin de la Seconde Guerre mondiale pour motiver l'armée et la population allemande à combattre l'Armée rouge jusqu'à la fin. Goebbels lui-même a pris son slogan à la lettre, car il s'est suicidé avant que l'Armée rouge pût le prendre.
La version anglaise de ce slogan vient probablement de l'allemand, mais il s'agit peut-être aussi d'une réinvention. Le slogan « Better Dead than Red » était utilisé aux États-Unis dans les années 1950 par les anticommunistes pour exprimer leur opposition à une prise de pouvoir par les communistes aux États-Unis, ou bien contre n'importe quelle influence gauchiste américaine. Le slogan opposé « Better Red than Dead » s'est aussi développé, mais ne s'est pas tellement répandu.